# 요한 고트프리트 갈레
요한 고트프리트 갈레(Johann Gottfried Galle, 1812년 6월 9일 ~ 1910년 7월 10일)는 베를린 천문대 대장으로 재직하며 연구생 하인리히 루이 다레스트와 함께 최초로 해왕성을 육안 관측한 독일의 천문학자이다. 그는 프랑스의 위르뱅 르베리에의 계산 결과를 사용했으며, 이때가 1846년 9월 23일이었다.
라디스에서 태어난 갈레는 1830년부터 3년간 베를린 대학교에서 수학했다. 1835년이 되자 그는 요한 프란츠 엥케의 조수로서 베를린 천문대에서 연구를 시작했다. 1851년에 갈레는 브로츠와프 대학교로 옮겨가 천문학 교수이자 그 지역 천문대장이 되었다.
갈레는 아들 안드레아스와 함께 혜성을 연구하여 1894년에 414개의 혜성이 실린 표를 출판했다. 갈레는 포츠담에서 98세로 죽었다.
두 개의 충돌구에 갈레의 이름이 붙어 있는데, 하나는 달의 갈레 충돌구이고, 다른 하나는 화성의 일명 웃는 얼굴 충돌구이다. 또한 소행성 2097 갈레와 해왕성의 고리에도 그의 이름이 붙어 그를 기리고 있다.